# Matias Dominguez

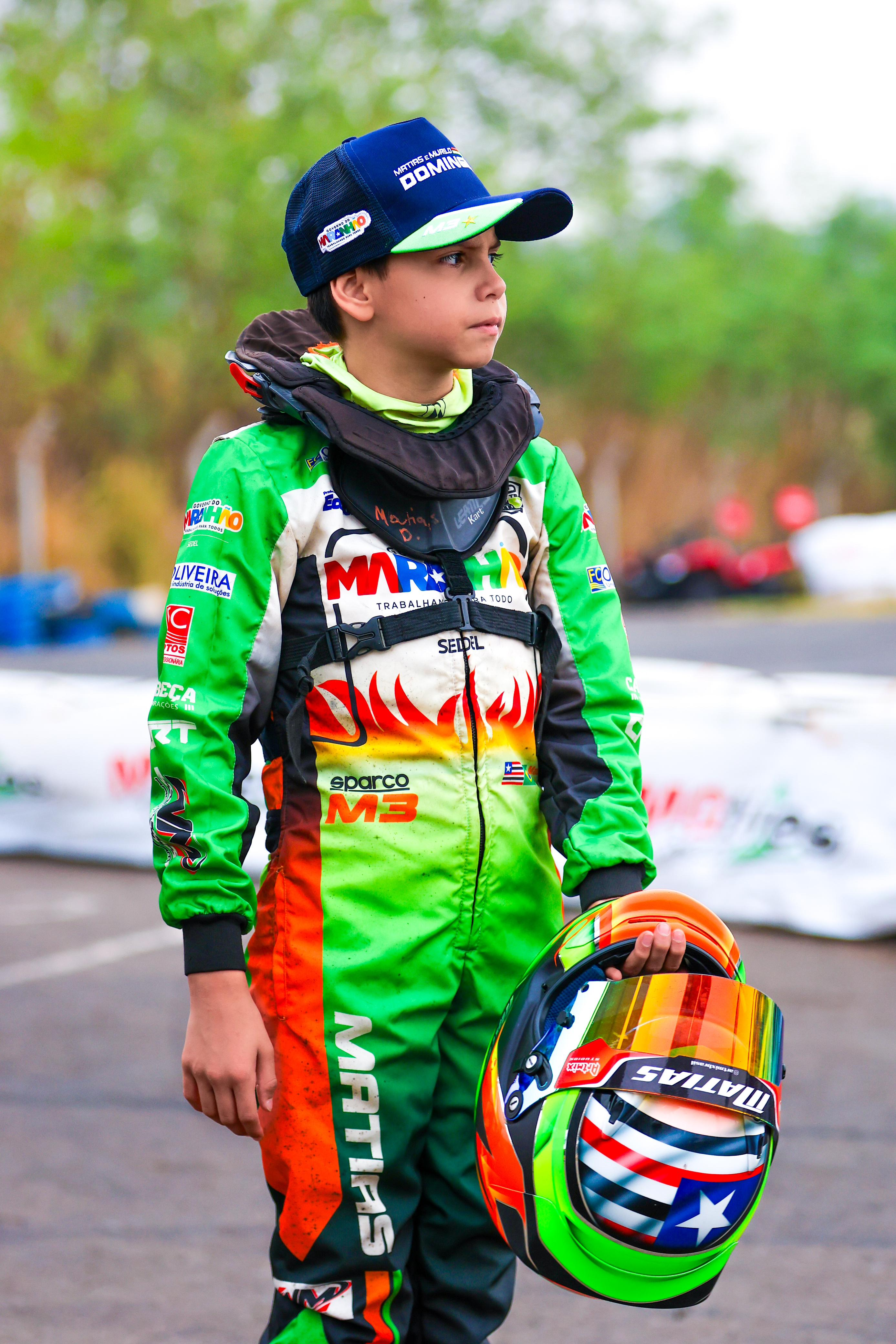
Matias Dominguez

Matias Dominguez é um piloto brasileiro de kart, nascido em São Luís, Maranhão. Atua em competições nacionais e internacionais de kartismo de base, acumulando títulos estaduais e nacionais desde 2022.

## Carreira
Matias iniciou a prática do kart ainda na infância e, em 2022, conquistou o Campeonato Maranhense de Kart. No ano seguinte, em 2023, foi campeão brasileiro na categoria Mirim, em prova realizada no Velopark, no Rio Grande do Sul.
Ainda em 2023, venceu o Open do Brasileiro de Mini Dois Tempos, disputado em Belo Horizonte, Minas Gerais.
Em 2024, estreou na categoria Cadete e obteve o vice-campeonato brasileiro. No mesmo ano, conquistou pódios no Campeonato Brasileiro de Endurance e no Campeonato Brasileiro de Rotax.
Em fevereiro de 2025, participou da Final da Rotax Winter Trophy USA, em Orlando, Flórida, conquistando a segunda colocação.

## Principais resultados

### Resultados oficiais
- Campeão do Campeonato Brasileiro de Kart – 2023 (Categoria Mirim – Velopark/RS)[2]
- Campeão do Open do Brasileiro de Mini Dois Tempos – 2023 (Belo Horizonte/MG)[1]
- Vice-campeão do Campeonato Brasileiro de Kart – 2024 (Categoria Cadete)[2]
- Vice-campeão da Final da Rotax Winter Trophy USA – 2025 (Orlando, Flórida)[3]

### Outros resultados
- Bicampeão Maranhense de Kart – 2022 e 2023[1]
- Pódio no Campeonato Brasileiro de Rotax – 2024[1]
- Pódio no Campeonato Brasileiro de Endurance – 2024[1]
- Pódio na Mini Dois Tempos – 2024[1]